# Маттернз, Джей
Джей Ховард Маттернз (англ. Jay Howard Matternes, род. 14 апреля 1933, Филиппины) — американский палеохудожник и иллюстратор. Образование получил в университете Карнеги, Питтсбург. Проживает в округе Фэрфакс. Его работа по воссозданию ранних млекопитающих олигоценовой, миоценовой и плиоценовой эпох была широко опубликована в 1950-х и 60-х годах, в том числе в серии книг Time Life. Работы Маттернза находятся в коллекции американского Музея естественной истории и Национального музея естественной истории.
Реставрации Джея часто появлялись в таких журналах как «National Geographic» и «Time». Такие заслуги сделали его одним из самых известных научных иллюстраторов.
Шесть настенных росписей Маттернза были сняты во время реконструкции из национального музея естественной истории Смитсоновского института в 2014 году. Некоторые из них планируются к восстановлению, когда ремонт зала ископаемых будет завершен.

## Биография
Джей Маттернз родился в Филиппинах и сейчас живет в Фэрфаксе, штат Виргиния. Он также известен своими картинами с изображением птиц.

## Иллюстрации
- C. Owen Lovejoy, Gen Suwa, Scott W. Simpson, Jay H. Matternes, and Tim D. White The Great Divides: Ardipithecus ramidus Reveals the Postcrania of Our Last Common Ancestors with African Apes. Science 2 October 2009: 73, 100—106.